# Chitré
Chitré is de hoofdplaats van de provincie Herrera in Panama en tevens van het gelijknamige district. De stad werd op 19 oktober 1848 gesticht. Het is eveneens een gemeente (in Panama un distrito genoemd) met 56.000 inwoners (2015).
De gemeente bestaat uit devolgende vijf deelgemeenten (corregimiento): Chitré (de hoofdplaats, cabecera), La Arena, Llano Bonito, Monagrillo en San Juan Bautista.

## Zie ook

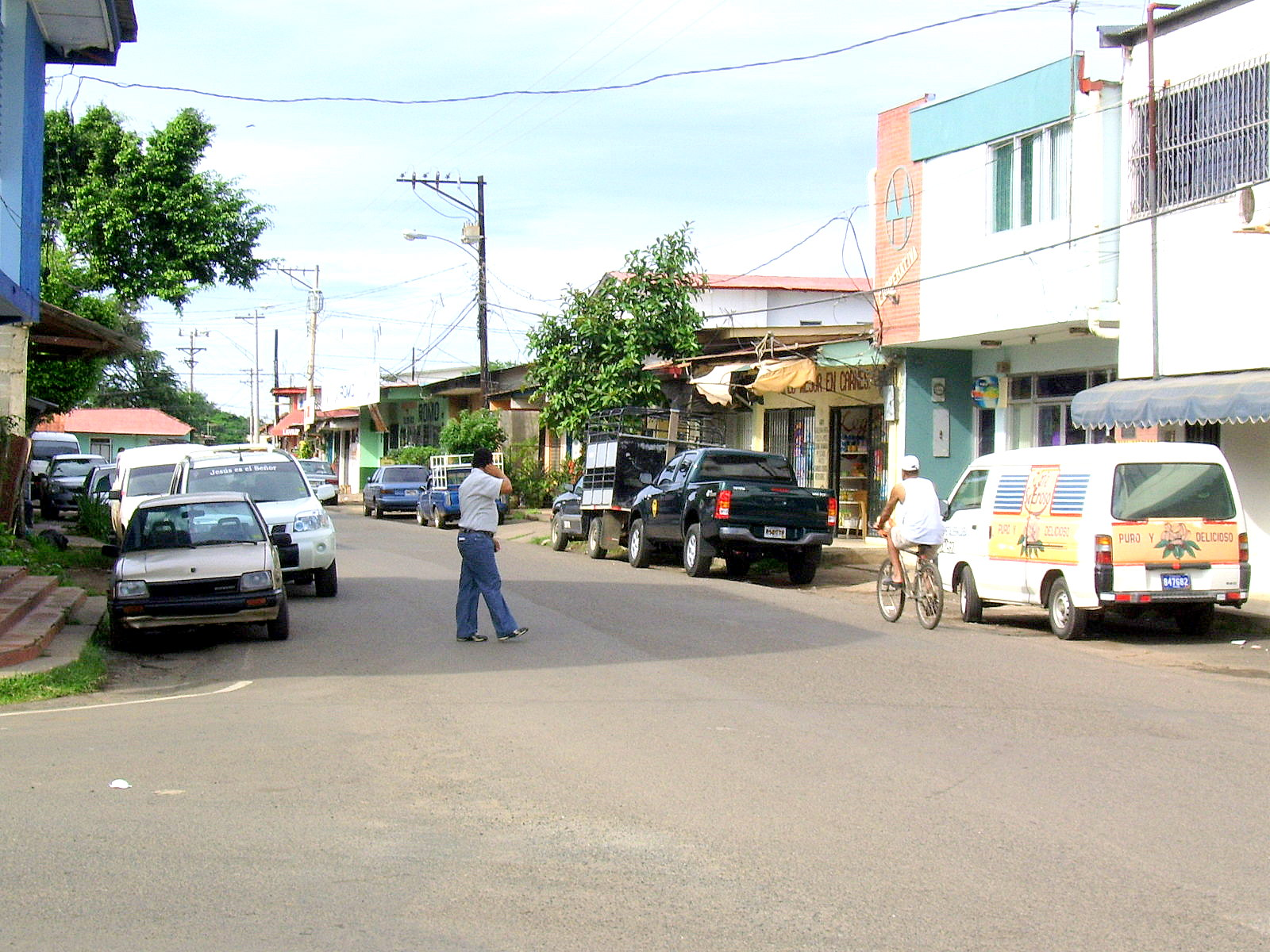
Straatbeeld in Chitré

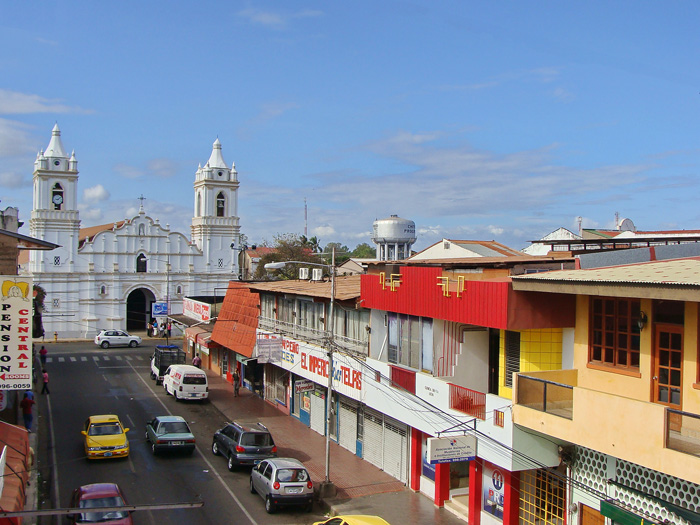
Kerk in Chitré